# 个人理财
个人理财是指应用金融学原理，指导个人或家庭的财务决策，例如根据财务状况建立合理的个人财务规划、参与投资活动等等。包括：个人收支、資產、债务、税務、保險等。

## 個人理財規劃
個人理財首重個人財務規劃，包含定期的檢視及評估，通常包含以下5個步驟：
1. 評估目前财政狀況
2. 明确投资期限并目標設定
3. 建立适合自己的投资方案計畫
4. 執行
5. 檢視及重新評估

## 常見的財務目標

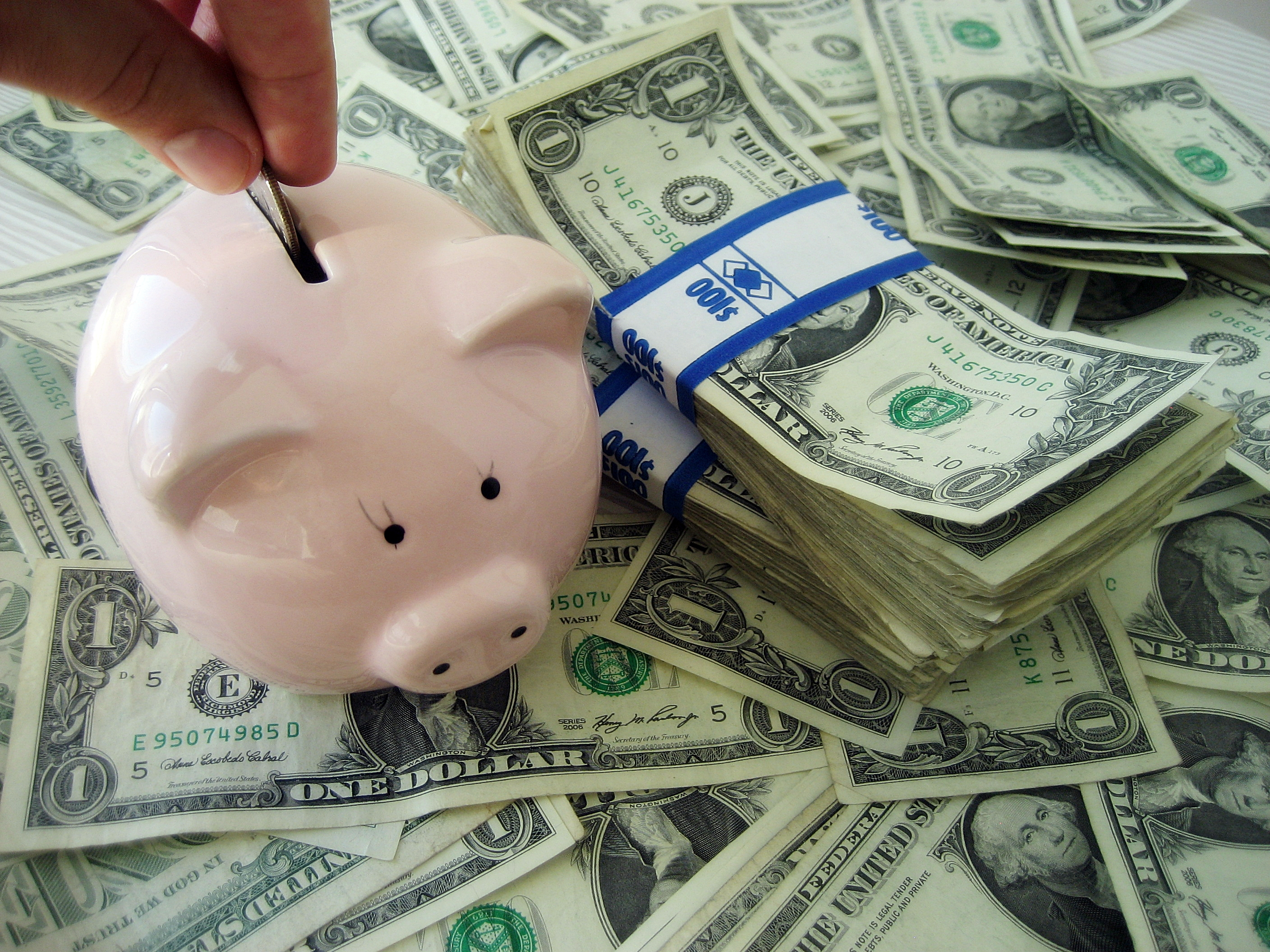
以儲蓄累積資本再以錢生錢，是常見基本理財規律。

- 人生支出项：
  - 生活费：衣、食、住、行、育、樂
  - 婚姻
  - 抚育子女（包括抚养费和教育费）
  - 赡养父母
  - 退休后的养老金
  - 纳税与節稅
  - 医疗
- 不動產（如：房屋、土地）
- 動產（如：汽车、机车）
- 旅行（如：國內、國外）
- 非经常性开支（以備不時之需）
- 清償债务：房屋按揭、信用卡債務、學生貸款

### KISS法则
KISS法则（Keep It Simple & Stupid）：高风险工具（如股票等）的配置百分比 = 人均寿命 - 投资者年龄
- 例如：人的人均寿命约为80岁，若你现在30岁，则可用于高风险投资的资金占全部自有资金的比例为：
{\displaystyle 80-30=50\%}

### 财务自由度
```
财务自由度 =（目前
净资产
×
）/目前的年支出

  

    

      

        
F

        
=

        
(

        
S

        
∗

        
N

        
∗

        
R

        
)

        

          
/

        

        
C

      

    

    
{\displaystyle F=(S*N*R)/C}

  

  

    

      

        
Y

        
−

        
C

        
=

        
S

      

    

    
{\displaystyle Y-C=S}

  

  

    

      

        
S

        

          
/

        

        
Y

        
=

        
F

        

          
/

        

        
(

        
F

        
+

        
N

        
∗

        
R

        
)

      

    

    
{\displaystyle S/Y=F/(F+N*R)}

  

注：
财务自由度的理想目标值为１
[
1
]

  

    

      

        
F

        
:

      

    

    
{\displaystyle F:}

  

 财务自由度

  

    

      

        
S

        
:

      

    

    
{\displaystyle S:}

  

 年储蓄总额

  

    

      

        
N

        
:

      

    

    
{\displaystyle N:}

  

 总工作年数

  

    

      

        
R

        
:

      

    

    
{\displaystyle R:}

  

 投资回报率

  

    

      

        
C

        
:

      

    

    
{\displaystyle C:}

  

 年支出总额

  

    

      

        
Y

        
:

      

    

    
{\displaystyle Y:}

  

 年所得总额

  

    

      

        
S

        

          
/

        

        
Y

        
:

      

    

    
{\displaystyle S/Y:}

  

 储蓄率
```

## 理财处理
对于自己的财产应进行合理安排。
- 风险低，收益有限
  - 現金、存款
  - 保險、年金
- 风险中等，占用资金多，收益可观，需专业知识
  - 邮票、鈔票、錢幣、磁卡
  - 古董、字画、艺术品
  - 房地产（住宅、商铺、写字楼、廠房、倉庫、码头、高速公路）
- 风险高，收益丰厚，变现能力强
  - 创业
  - 外汇
  - 债券（国债、地方政府债券、金融债券、公司债券、可转换债券）
  - 股票
  - 基金（貨幣基金、证券投资基金、信托基金、不動產投資信託、ETF指数基金）
  - 貴價重金屬（如：黃金、白金、白銀、纸黄金）
  - 期货、期权、金融衍生品